# Brandérion
Brandérion (bret. Branderion) to miejscowość i gmina we Francji, w regionie Bretania, w departamencie Morbihan.
Według danych na rok 1990 gminę zamieszkiwało 1028 osób, a gęstość zaludnienia wynosiła 170 osób/km² (wśród 1269 gmin Bretanii Brandérion plasuje się na 568. miejscu pod względem liczby ludności, natomiast pod względem powierzchni na miejscu 987.).